# Cornelis Dubbink
Cornelis Willem (Kees) Dubbink (Zaandijk, 12 januari 1914 – Wassenaar, 8 juli 2014) was een Nederlands jurist. Van 13 juli 1976 tot 1 oktober 1981 was hij president van de Hoge Raad der Nederlanden.
Cees Dubbink studeerde van 1931 tot 1936 Nederlands recht aan de Gemeentelijke Universiteit van Amsterdam. Hierna werkte hij als advocaat, eerst in Den Haag, en vanaf 1939 in Arnhem, voor een groot deel tijdens de Tweede Wereldoorlog. Op 13 juni 1947 promoveerde hij aan zijn alma mater cum laude in de rechtsgeleerdheid, op het proefschrift Onrechtmatige daad in het Nederlands Internationaal Privaatrecht; promotor was Johannes Offerhaus. Hierna was hij tot april 1956 rechter in de Rechtbank Arnhem.
Op 6 april 1956 werd hij raadsheer in de Hoge Raad der Nederlanden. Op 10 november 1972 volgde zijn benoeming tot vicepresident en op 13 juli 1976 werd hij president van de Hoge Raad. Voorts was hij vanaf 1959 plaatsvervangend lid van de Centrale Raad van Beroep. Verder was hij vicevoorzitter van de Staatscommissie voor het Internationaal Privaatrecht en president van het Benelux-Gerechtshof. Van 1982 tot 1984 was hij staatsraad in buitengewone dienst.
Hij was in 1984 en 1985 ad-hoc rechter namens Nederland in het Europese Hof voor de Rechten van de Mens in de zaak Benthem versus Nederland. Hij verving Gerard Wiarda die zich had teruggetrokken.
Vanaf 1967 tot zijn overlijden op 100-jarige leeftijd in 2014 was hij lid van de Koninklijke Nederlandse Akademie van Wetenschappen, in de sectie Rechtswetenschappen.